# 吐尔孙·托合提
吐尔孙·托合提（英語：Tuersun Toheti，1975年6月20日—，化名木拜西尔、努如拉），维吾尔族，恐怖组织东突厥斯坦伊斯兰运动成员，为中华人民共和国公安部认定通缉的第二批东突分子之一，被国际刑警组织通缉。

## 犯罪活动
1999年8月，吐尔孙·托合提前往南亚某国参加东突厥斯坦伊斯兰运动组织，接受恐怖技能培训。2002年，被该组织派往中亚、西亚地区活动。
2008年6月，在西亚某国活动的托合提在看到组织发布恐怖威胁视频声明后，与军事指挥官艾买提·亚库甫、主要骨干买买提吐尔逊·阿布杜哈力克等人联系，希望得到实施恐怖袭击的具体计划，并要求艾买提·亚库甫尽快向其发送用于制造炸药的化学品配方，以便其开展恐怖袭击活动。2008年7月，吐尔孙·托合提组织成员成立恐怖活动小组，加紧准备袭击，积极筹集资金，购买制爆原料，进行试爆活动，预谋在北京奥运会期间对中国境外目标进行恐怖袭击。